# Ветулония
Ветулония (Vetulonia; Vetulonium; етруски: Vatluna) e град в Италия. 
Намира се в община Кастильоне дела Пеская (Castiglione della Pescaia) в южната част на Тоскана (известна и с древното си име Етрурия). Разположен е на 20 км северозападно от Гросето, главния град на провинция Гросето, към която се числи, и има около 200 жители (през 2008 г.)

## История
Градът е основан от етруските и е вероятен център на култа към техния бог Нетунс. Част е от Съюза на дванадесетте етруски града. През 7 век пр.н.е. е съюзен с латините против Рим. 
Намира се на крайбрежното солено езеро Lacus Prelius и е свързан с тамошното старо пристанище, но в римско време загубва значение, заради заблатяването на областта Марема (най-широката крайбрежна равнина на Тоскана, където се намира и провинциалният център Гросето) и свързаните с това епидемии от малария.
През Средновековието се казва Колоната и Колона ди Буриано.
През 1887 г. възвръща древното си име.